# Etienne Vaessen
Etienne Vaessen (Breda, 26 luglio 1995) è un calciatore olandese naturalizzato surinamese, portiere del Groningen e della nazionale surinamese.

## Statistiche

### Presenze e reti nei club
| Stagione        | Squadra         | Campionato      | Campionato | Campionato | Coppe nazionali | Coppe nazionali | Coppe nazionali | Coppe continentali | Coppe continentali | Coppe continentali | Altre coppe | Altre coppe | Altre coppe | Totale | Totale | Totale |
| Stagione        | Squadra         | Comp            | Pres       | Reti       | Comp            | Pres            | Reti            | Comp               | Pres               | Reti               | Comp        | Pres        | Reti        | Pres   | Reti   |        |
| --------------- | --------------- | --------------- | ---------- | ---------- | --------------- | --------------- | --------------- | ------------------ | ------------------ | ------------------ | ----------- | ----------- | ----------- | ------ | ------ | ------ |
| 2016-2017       | RKC Waalwijk    | 1D              | 8+1        | -14;0      | CO              | 0               | 0               |                    | -                  | -                  |             | -           | -           | 9      | -14    |        |
| 2017-2018       | RKC Waalwijk    | 1D              | 36         | -54        | CO              | 3               | -3              |                    | -                  | -                  |             | -           | -           | 39     | -57    |        |
| 2018-2019       | RKC Waalwijk    | 1D              | 35+6       | -47;-8     | CO              | 3               | -4              |                    | -                  | -                  |             | -           | -           | 44     | -59    |        |
| 2019-2020       | RKC Waalwijk    | ED              | 3          | -7         | CO              | 0               | 0               |                    | -                  | -                  |             | -           | -           | 3      | -7     |        |
| Totale carriera | Totale carriera | Totale carriera | 89         | -130       |                 | 6               | -7              |                    | -                  | -                  |             | -           | -           | 95     | -137   |        |